# Beskidy Wschodnie
Beskidy Wschodnie (ukr. Східні Бескиди, Schidni Beskydy, węg. Erdős-Kárpátok, 522) – część Beskidów, zaliczana do Karpat Wschodnich. Rozciągają się na obszarze Polski, Słowacji, Ukrainy i Rumunii. Najwyższym szczytem jest Howerla (2061 m n.p.m.). Beskidy Wschodnie charakteryzują się brakiem części pogórskiej, charakterystycznej dla Beskidów Zachodnich i Środkowych.
Beskidy Wschodnie dzieli się wzdłuż łuku Karpat na dwa równoległe łańcuchy:
- Beskidy Lesiste
- Beskidy Połonińskie.